# Bill Haley

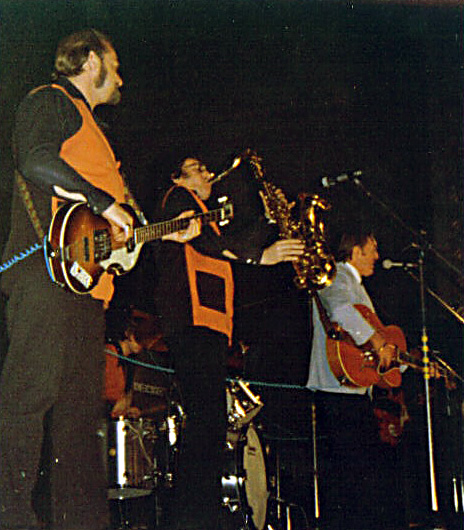
Bill Haley z zespołem w trakcie koncertu 14 maja 1974

Bill Haley, właściwie William John Clifton Haley (ur. 6 lipca 1925, w Highland Park zm. 9 lutego 1981 w Harlingen) – amerykański muzyk - wokalista i instrumentalista, jeden z pionierów rock and rolla. Bill Haley wywodził się z kręgów muzyki country. Jego styl był mieszanką country, dixieland i tradycyjnego rhythm and bluesa. Największym przebojem Billa Haleya była piosenka Rock Around the Clock.
W 1987 Bill Haley został wprowadzony do Rock and Roll Hall of Fame.

## Bill Haley and His Comets
Skład zespołu z jakim występował Bill.
- Frannie Beecher – gitara
- Danny Cedrone – gitara
- Joey d'Ambrosio – saksofon
- Bill Haley – gitara, śpiew
- Johnny Grande – fortepian
- Ralph Jones – saksofon
- Marshall Lytle – kontrabas
- Rudy Pompilli – saksofon
- Al Rex – gitara basowa
- Dick Richards – perkusja
- Billy Williamson – gitara

## Dyskografia

### Albumy studyjne
- 1956 - Rock 'n' Roll Stage Show (Decca 8345)
- 1957 - Rockin' the Oldies (Decca 8569)
- 1958 - Rockin' Around the World (Decca 8692)
- 1959 - Bill Haley's Chicks (Decca 8821)
- 1959 - Strictly Instrumental (Decca 8964)
- 1960 - Bill Haley and His Comets (Warner Bros. 1378)
- 1960 - Haley's Juke Box (Warner Bros. 1391)
- 1961 - Twist (Dimsa 8255)
- 1961 - Bikini Twist (Dimsa 8259)
- 1962 - Twist Vol. 2 (Dimsa 8275)
- 1962 - Twist en Mexico (Dimsa 8290)
- 1963 - Madison (Orfeon 12339)
- 1963 - Carnaval de Ritmos Modernos (Orfeon 12340)
- 1964 - Rock Around the Clock King (Guest Star 1454)
- 1964 - Surf Surf Surf (Orfeon 12354)
- 1966 - Whisky a Go-Go (Orfeon 12478)
- 1966 - Bill Haley a Go-Go (Dimsa 8381)
- 1968 - Biggest Hits (Sonet 9945)
- 1971 - Rock Around the Country (Sonet 623)
- 1973 - Just Rock 'n' Roll Music (Sonet 645)
- 1976 - R-O-C-K (Sonet 710)
- 1978 - Golden Country Origins (Grassroots Records)
- 1979 - Everyone Can Rock and Roll (Sonet 808)

### Albumy koncertowe
- 1962 - Twistin' Knights at the Roundtable (Roulette SR-25174)
- 1968 - On Stage Vol. 1: Rock Around the Clock (Sonet SLP63)
- 1968 - On Stage Vol. 2: Rock the Joint (Sonet SLP69)
- 1970 - Bill Haley's Scrapbook (Kama Sutra/Buddah 2014)
- 1974 - Live in London '74 (Antic 51501)

### Kompilacje
- 1954 - Rock with Bill Haley and the Comets (Essex ESLP 202)
- 1955 - Shake, Rattle and Roll (Decca DL5560)
- 1955 - Rock Around the Clock (Decca DL8225)
- 1958 - Rockin' the Joint (Decca DL8775)
- 1963 - Bill Haley & His Comets (Vocalion 3696; 1963)
- 1968 - Bill Haley's Greatest Hits! (Decca DL5027)
- 1972 - Golden Hits (Decca DXSE7-211)
- 1975 - Golden Favorites (MCA Coral 7845P)
- 1985 - From the Original Master Tapes (MCA Records MCAD-5539)